# Kasejovice
Kasejovice är en stad i Tjeckien.   Den ligger i regionen Plzeň, i den västra delen av landet, 90 km sydväst om huvudstaden Prag. Kasejovice ligger 541 meter över havet och antalet invånare är 1 320.
Terrängen runt Kasejovice är huvudsakligen platt, men västerut är den kuperad. Runt Kasejovice är det ganska glesbefolkat, med 34 invånare per kvadratkilometer. Närmaste större samhälle är Blatná, 11,0 km öster om Kasejovice. Omgivningarna runt Kasejovice är en mosaik av jordbruksmark och naturlig växtlighet.